# ボーゴ・レスコヴィチ
ボーゴ・レスコヴィチ（Bogo Leskovic, 1909年11月29日 - 1995年10月22日）はオーストリア出身のスロベニアの指揮者、作曲家。

## 経歴
1909年、ウィーンでスロベニア人の両親の下に生まれる。リュブリャナ音楽院でエメリク・ベランにチェロを、リュシアン・マリア・シュケルヤンツに作曲を学んだ。その後はウィーン音楽院でチェロに加えて、ヨゼフ・マルクスから作曲の薫陶を受け、さらにヨゼフ・クリップスの下で指揮法も学んだ。ウィーン音楽院でチェロ演奏でフリッツ・クライスラー賞を授与され、チェリストとして演奏活動を始めたが、1940年代にはバーデン・バイ・ウィーン劇場の指揮者として活躍した。
第二次世界大戦後、1950年代からスロベニアを中心に活動し、1951年にはスロベニア・フィルハーモニー管弦楽団の常任指揮者となり、1958年までこの任に当たった。1968年から1973年までは、リュブリャナ歌劇場の音楽監督を務めた。1995年、リュブリャナにて没。